# Avogadrov zakon
Avogadrov zakon nazvan je prema Amedeu Avogadru koji je 1811. iznio pretpostavku:
"U jednakim volumenima svih plinova pri istim uvjetima temperature i tlaka nalazi se jednak broj čestica (molekula)."
To vrijedi i danas: molekule vodika i dušika, u jednakom obujmu, imaju jednak broj molekula H2 odnosno N2, ako se nalaze pod jednakim tlakom i temperaturom, bez obzira na to što su molekule dušika 14 puta veće mase od molekula vodika. Dakle, broj molekula u određenom volumenu plina ne ovisi o njihovoj veličini ili masi.
Danas također znamo da volumen od Vm0 = 22,4 dm3 bilo kojeg plina pri normalnim uvjetima (0 °C, 1013 hPa) sadrži N = 6,022045 x 1023 jedinki (atoma ili molekula). Taj broj je Avogadru u čast nazvan Avogadrovim brojem a volumen od Vm0 = 22,4 litre je molni volumen.

## Povijesna crtica
Avogadrova hipoteza se u kasnijim godinama pokazala točnom i nazvana je "Avogadrov zakon". Bio je to značajan doprinos poimanju zakona stalnih volumnih omjera koji je postavio Joseph Gay-Lussac (1778. – 1850.) i objavio 1805.g. Ipak je trebalo pričekati još 51 godinu da se Avogadrova hipoteza pravilno primijeni na Gay-Lussacov zakon u svim slučajevima. Avogadro je smatrao da je molekula najsitnija čestica elementa u plinovitom stanju ali je to palo u zaborav. Tek je 1856.g. talijanski kemičar Stanislao Cannizzaro (1826. – 1910.) obnovio pretpostavku da plinoviti elementi (vodik, kisik, dušik, klor...) ne sadrže atome već dvoatomne molekule (H2, O2, N2, Cl2...).

## Matematička definicija
Avogadrov zakon se matematički definira kao:
{\displaystyle {\frac {V}{n}}=k}
gdje je :
V – obujam plina (m3)
n – množina tvari ili broj molekula (ili atoma) plina
k – proporcionalna fizikalna konstanta
Najvažniji rezultat Avogadrovog zakona je određivanje opće plinske konstante za idealne plinove, koja ima jednaku vrijednost za sve plinove. To znači da vrijedi:
{\displaystyle {\frac {p_{1}\cdot V_{1}}{T_{1}\cdot n_{1}}}={\frac {p_{2}\cdot V_{2}}{T_{2}\cdot n_{2}}}=constant}
gdje je :
p – tlak plina (Pa)
T – apsolutna temperatura plina (K)

## Jednadžba stanja idealnih plinova
Ako se Avogadrov zakon preuredi, i za fizikalnu konstantu uvedemo oznaku R, dobijemo:
{\displaystyle p\cdot V=n\cdot R\cdot T}
Gornja jednadžba je poznata kao jednadžba stanja idealnog plina.

## Obujam jednog mola
Za standardni tlak 101,325 kPa i temperaturu 293,15 K, obujam jednog mola idealnog plina iznosi:
{\displaystyle V_{\rm {m}}={\frac {V}{n}}={\frac {R\cdot T}{p}}={\frac {(8,314\mathrm {J} \mathrm {mol} ^{-1}\mathrm {K} ^{-1})(293,15\mathrm {K} )}{101,325\mathrm {kPa} }}=24,05\,\mathrm {dm} ^{3}\mathrm {mol} ^{-1}}
Za 100 kPa i 273,15 K, obujam jednog mola idealnog plina iznosi 22,414 dm3 ili 22,414 litre.